# Die Oesterreicher
Die Oesterreicher (Österrikarna), op. 22, är en vals av Johann Strauss den yngre.

## Historia
Johann Strauss den yngres karriär hade gått spikrakt uppåt sedan sommaren 1845: han hade utnämnts till kapellmästare och fått uppdrag att med sin orkester spela vid soaréer på danssalongen i Zum Sperl, som låg i stadsdelen Leopoldstadt. Samma höst hade den nye ägaren till Zum Sperl dessutom valt att engagerade honom framför hans fader, Johann Strauss den äldre. Pappa Strauss hade så många andra engagemang att detta inte betydde något för egen del mer än sårad stolthet. Men Johann Strauss lycka vände nu: den publik som hade kommit till hans konserter i Café Dommayer och Sträußlsälen  gjorde sig inte besväret att ta sig ut till Leopoldstadt. Dansgolven på Zum Sperl låg alltmer tomma och ägaren hade inte råd att engagera Strauss mer. På hösten 1845 fick Strauss ta avsked och vid den traditionella "Katharinabalen" den 23 november spelade Strauss för sista gången i Sperl. Som avskedsgåva hade han tagit med sig en ny vals (i ländlerstil), som dock inte möttes av någon större entusiasm.

## Om valsen
Som titeln antyder innehåller valsen folkmusikaliska motiv från Niederösterreich, Steiermark och trakterna kring floden Enns. Speltiden är ca 8 minuter och 11 sekunder plus minus några sekunder beroende på dirigentens musikaliska tolkning.

## Weblänkar
- Dynastin Strauss 1845 med kommentarer om Die Oesterreicher
- Om Die Oesterreicher i Naxos-utgåvan.